# ワラタ (貨客船)
ワラタ（The SS Waratah）は、1908年に竣工したイギリス船籍、ブルーアンカーライン所属の貨客船。
1909年7月、南アフリカのダーバンからケープタウンに向け航行中、200名を超える乗員乗客と共に消息を絶った。未だに船体はおろか破片すら発見されておらず、謎の失踪を遂げた豪華客船として欧米ではよく知られている。しばしば「オーストラリアのメアリー・セレスト号」と呼ばれることがある。
なお、「ワラタ」とはオーストラリア産の花「Waratah」から取られた名前である。

## 背景
ワラタは、スコットランド、グラスゴー、ホワイトインチ(Whiteinch)のバークレー・カール(Barclay Curle)によって、ブルー・アンカー・ライン(Blue Anchor Line)の旗艦として建造された。
船名の「ワラタ」(Waratah)はオーストラリアニューサウスウェールズ州の州の花にちなんで命名されたもの。この名前を持つ船はいずれも不運な結末を迎えており、1隻は、1848年にイギリス海峡のウェサン島沖で、1887年に1隻はシドニーへの船旅で、1隻はシドニーの南で、そしてもう1隻は1897年にカーペンタリア湾で難破している。

## 特徴
船は、オーストラリアとの貨客船として役立つように設計され、そして1908年9月12日、ビクトリア州代表の妻ミセス・J・W・タヴァーナー(Mrs J. W. Taverner)によって進水させられた。これには、ミンストレルのギャラリー付きの贅沢な音楽ラウンジのみならず、1等船室が100部屋、特別室(state room)も8部屋、パネルに同名の花を描いたサロンもあった。また外国行きの旅では、船荷船倉は、700人近くの3等船客を収容可能な、大きな共同寝室に転用されており、帰りの旅行では、商品、おもに食料品が積まれるなど、ヨーロッパからオーストラリアへの強力な移出民貿易に役立つようにも意図されていた。
この船は、冷却された船荷を運搬する装備が施され、1年間の航行分の食糧を運ぶことができ、1日あたり5500ガロン（25,000リットル）の淡水を生産することが可能な淡水化船上プラントを有していた。この船は無線を搭載していなかったが、当時これは珍しくはなかった。

## 船歴
1908年11月5日、ワラタは、イングランド・ロンドンから、3等船客689名と1等船客67名を乗せて処女航海を始めた。
船長は、30年間の航海経験がある、ジョシュア・E・イルベリー(Joshua E. Ilbery)であった。沈没に関するその後の調査は、この船旅における不安定性のいくつかの論議中の報告を提出した。船がイングランドに帰った時に、オーナーと建造者との間で荷積料に関して討論があった。
1909年4月27日、ワラタはオーストラリアへの2回目の航海に出発し、平穏無事な航海を終える。そして1909年7月1日にメルボルンから帰航についた。予定ではダーバンとケープタウンという南アフリカの港を経由し、それからロンドンに戻るはずであった。ワラタはダーバンに着いたが、そこではある乗客、海旅経験の豊かな技師クロード・ソーヤー(Claude Sawyer)が船を下り、次のような電報をロンドンの妻に送った。「ワラタは頭でっかちで不安定だと思った。ダーバン上陸」("Thought Waratah top-heavy, landed Durban")。
ワラタは、7月26日に、211名の乗組員乗客を乗せてダーバンを発った。7月27日には、汽船クラン・マッキンタイア(Clan McIntyre)とすれ違った。その船の船員の話によれば、ワラタは風の強まる海を容易に進み、素早く自船の前に出て引き離し、南西の方へ水平線を越えて姿を消しており、万事順調であるようだったという。その日遅く、天気は急に悪くなり（これはその海域では普通のことである）、50ノット（時速90キロメートル）の強風は、潮と海洋のうねりと結び合って30フィート（9メートル）の波になった。
その晩、喜望峰からダーバンに北進している、ユニオン＝キャッスル・ライン(Union-Castle Line)の船ゲルフ(Guelph)は、或る船とすれ違い、信号灯によって国際船舶信号を交わしたが、しかし悪天候と悪い視程のためにこの船の名前の最後の3字「T＝A＝H」しか見分けることはできなかった。
その晩、ハーロー(Harlow)という船には、ある大型汽船が自船の後ろに来るのが見えたが、荒海を懸命に進み、船長が汽船が火災を起こしているのではないかと怪しむくらい大量の煙を出していた。闇が降りたとき、ハーローの乗組員には、その汽船の複数の航海灯が接近してくるのが見えたが、しかしそれでもやはり10-12マイル（16-19.3キロメートル）後ろにいた。その時、突然汽船の近くから明るい閃光が2つ放たれ、そして消えた。ハーローの航海士は、それらの閃光は海岸の低木林の火災であると考えた（その季節、その海域には普通の現象であった）。船長は同意し、そして航海日誌にそれらの出来事を記入することさえしなかった。ただ彼はワラタの失踪について聞知した時、これらの出来事が重要であると考えた。
伝えられるところによれば、ハーローはダーバンから180マイル（約289.6キロメートル）離れていた。
ワラタは1909年7月29日にケープタウンに着くことになっていたが、ついに目的地にたどり着くことはなかった。船の痕跡は何も見つかっていない。

## 捜索の努力
当初は、ワラタはなおも漂流中であると信じられた。英国王室海軍は、巡洋艦パンドラ(Pandora)とフォート(Forte)（と、後にハーミーズ(Hermes)）を配置し、ワラタを捜索した。ハーミーズは、ワラタの最後の目撃の海域の近くで、あまりに大きく、かつ強い波に遭ったので、この船は船体をゆがめ、港に帰ってドライドックに入らなければならなかったほどである。1909年8月10日、南アフリカから海底ケーブルによる電報がオーストラリアに届いたが、それには、「ブルー・アンカー船 かなり遠くで目撃される。ゆっくりダーバンに向かっていく。ワラタである可能性がある。」と記されていた。
オーストラリア議会において下院議長は、議事を停止させ海底ケーブルによる電報を読み上げ、こう言った。「議長は、ただいま私に、信頼できる筋からのニュースとして、ワラタがゆっくりとダーバンに向かっていると告げられました。」。アデレードでは、街の鐘が鳴らされたが、しかし問題の船はワラタではなかった。
1909年8月13日、汽船インシズワ("Insizwa")は、ムバシェ川("Bashow" (Mbashe) River)沖合で複数の遺体が見えたと報告した。
1909年9月、ブルー・アンカー・ラインは、ユニオン・キャッスル(Union Castle)の船サビーン(Sabine)をチャーターしてワラタを捜索した。サビーンの捜索は、14,000マイル（約22,530.8キロメートル）に及んだが、しかし何の結果ももたらさなかった。
1910年、ワラタの乗客らの親戚らは、ウェークフィールド(Wakefield)をチャーターし、そして3か月間捜索したが、再び不成功に終わった。ワラタの運命の公式調査は、1910年12月、ロンドンで行われた。なかんずく、船は頭でっかちで不安定だと考えてダーバンで上陸した技師クロード・ソーヤーは、そのときに証言を行った。
1925年、南アフリカ空軍のD・J・ルース(D. J. Roos)は、トランスカイ(Transkei)沿岸上空を飛行中に難破物を見つけたと報告した。これはワラタの難破物であるというのは、彼の見解である。
1977年、ある難破物が、コラ河口(Xora River Mouth)沖に見つけられた。この難破物へのいくつかの調査が、特にエムリン・ブラウン(Emlyn Brown)の指揮のもとで行われた。しかしながら、今日、コラ河口沖の難破物は、第二次世界大戦中のドイツのUボートの犠牲になった船の一部と考えられている。なぜワラタが推定位置のそれほど北方で見つけられたかその理由を説明するのはとくに難しいと判った。ワラタの位置を突き止めようとするさらなる試みは、1991年、1995年および1997年に行われた。
1999年、ワラタが南アフリカ西岸沖10キロメートルで見つかったという報告が諸新聞に届いた。エムリン・ブラウンのチームによって指揮されたソナー・スキャンは、輪郭線がワラタのそれと一致するように思われる難破物の位置を実際に突き止めていた。しかしながら、2001年、より綿密な調査によってワラタと難破物の違いが明らかになった。チームは実際には第二次世界大戦で沈没させられた「ネールシー・メドー」(Nailsea Meadow)を見つけていたらしい。
2004年、ワラタを探すことにもう22年間を費やしていたエムリン・ブラウン(Emlyn Brown)は、捜索を断念しつつあると断言した。「私は全ての選択肢を使い尽くした。もう私にはどこを調べるべきかわからない。」

## 調査
商務省(Board of Trade)の失踪の調査は、急にワラタの不安定性とされるものに焦点を合わせるようになった。
（ダーバンで上陸したクロード・ソーヤーを含む少数を除けば）船の最後の船旅の生存者が不在であることから、大部分の証拠は、ワラタの処女航海の乗客と船員、建造者と港内でこの船を取り扱った人々から集められた。
専門家の証人は全て、ワラタはしかるべく設計され建造され、そして良好な条件で航海したということで一致した。この船は多数の点検を受けたが、そのなかには、建造者、オーナー、商務省、そしてロイズの2人も含まれるが、彼らはこの船に「+100 A1」の格付けをした - これは最高の格付けで、ロイズが設計、建造、装備、試験航海の至る所で調査、評価した船のみに与えられ、ロイズが完成したワラタに行った2つの評価と調査のうち最高のものである。
多数の証人は、船はたいへん長いローリングをしていた（うねりの中に傾いた後なかなか平衡を回復しないこと）ことを証明した。処女航海の一人の乗客の話によれば、南極海において、この船はあまりに右舷側に傾くので、湯がバスから流れ出ようとせず、そしてこの船は数時間、傾いていた後にローリングしてまっすぐになった。この乗客は物理学者ウィリアム・ヘンリー・ブラッグで、船のメタセンターの高さはその重心のすぐ下にあると結論づけた。一方にゆっくりとローリングしたとき、この船は均衡点に達し、そして傾いたままでいて、ついに海あるいは風の変化がこの船をまっすぐに押し動かした。
他の乗客と乗組員は、この船の復原性の欠如について論評を加え、そして港内で船を操作する責任を負う人々は、この船は積荷がないときはあまりに不安定なので、バラストなしでは移動させることはできないほどだと言った。この意見のすべての証人がないならば、正反対のことを言う別の人を見つけることができるであろう。
元乗客も乗組員（火夫から甲板部士官まで）も両者ともに、ワラタは完全に安定していて、心地よいローリングをしていたと言った。多くの人が、この船は特別に安定していると感じたと言った。船の建造者らは、この船は甲板に多くの石炭（この船がダーバンを発ったときこの船が運搬していたと数人の証人が主張した）を乗せていても、頭でっかちで不安定ではないということを証明する計算を出した。
調査は、この混合した、そして矛盾した証拠からはいかなる結論も出すことはできなかった。これは、ブルー・アンカー・ラインを非難しなかったし、その新船のパフォーマンスと耐航能力を決定することにおける会社の実践に関していくつか否定的なコメントを行った。船長イルベリーとラインのマネージャーらとの通信によれば、彼は、船の備品、付属品、船室、パブリック・ルーム、換気、その他の区域に関する多数の細部にコメントを加えたが、しかしワラタの耐航能力と操作の基礎的水準には何も言及しなかった。同様に、会社は船長イルベリーにこれらの区域について決して訊ねなかった。このことで、イルベリーはワラタとその安定性を懸念していながら、疑いを故意に内密にしておいたと推測する者も多かった。しかしながら、彼もブルー・アンカー・ラインもいずれも、こういう区域をカバーすることが必要だと感じなかったということは有り得た。ワラタは前の（大成功の）ブルー・アンカー船ジーロング(Geelong)に基づいて設計されており、ワラタの操作も前船と同じであると仮定されていたためである。
調査の結論によれば、7月26日の晩にワラタを目撃したかもしれないと報告した3隻の船は、彼らとの距離と目撃の時間を考えれば、この船が見えたはずはないとされた。これは、ワラタがムバシェ川に到着し、クラン・マッキンタイア(Clan MacIntyre)と信号を交わし、しかしそれから向きを変え、そしてダーバンに帰るのをハーローに目撃されたということがないならば、である。
この時期の多くの客船がわずかに頭でっかちで不安定に造られたということは、確かに事実である。このことが、長く快適な、しかし不安定なローリングを生じさせたが、多くの乗客は、短く耳ざわりな、しかし安定したローリングよりも、これを好んだ。多数の大西洋横断の客船は同様に設計され、そして2、3回の船旅の後、乗員は、適切に荷積みし、バラストし、そして正確に操作する方法を学び、そしてそれらの船は、数十年間もの故障なしの運行を完成させている。わずか2回目の航海で激しい嵐あるいは一発大波(freak wave)に遭ったことは、ワラタの不運であったかもしれない。このわずかに頭でっかちで不安定な設計はまた、船が安定していると感じたかどうかに関する証人の強く反対する意見の説明になりえた。
船上の未経験のあるいは知らされていない人であれば、船の長いゆっくりとしたやわらかなローリングは、居心地よく、安全であると感じたと結論するかもしれないし、一方でより一層大洋航海の経験あるいは船の設計の知識のある人であれば、同じ運動は不安定であると感じたであろう。積荷のない時の港内におけるワラタの不安定性を主張する証人に関しては、これが事実であったかもしれない。しかしながら、事実上全ての外洋航海船（これらは、結局のところ重量な貨物を運搬するように設計されている）は、空荷で移動される時はある程度バラストされる必要があり、そのためワラタはこの点では確かに唯一ではなかった。証人がこのことに十分に気づいていたであろうことは、注意されるべきである。彼らがそれでもやはり進み出てきて、自分らはワラタを危険なほどに不安定だと見なしたと証言したことは、この船がある点で例外的であったことを示唆する。
ワラタは、また混用船(mixed-use ship)でもあった。総トン数の割には小さい貨物量の旅客定期船は、かなり一定な、そして予測し得るバラスティングの要件を有した。ワラタのような船であれば、広範囲の貨物を、いや同じ船旅で様々な貨物をさえ運ぶであろうし、そのためにバラスティングの問題は、一層複雑にも一層決定的にもいずれにもなる。ワラタは失踪した時、1,000トンの鉛精鉱を運んでいたが、これが突然移動し、船を転覆させたかもしれない。

## 他の諸説

### 一発大波(freak wave)
ワラタの失踪を説明するために提出された最も普及している説は、一発大波との遭遇で、これはまた南アフリカ沿岸沖合で、「巨大波」(rogue wave)としても知られる。こういう波は、この海域で普通であることが知られている。ワラタが限界的安定性(marginal stability)であると思われるものを備えて、そして既に激しい嵐の中を切って進んでいて、巨大な波に衝突したということは、最もありそうである。これが、船を完全にひっくり返すか、でなければカーゴ・ハッチを叩き壊すかして、船倉を水で満たし、船をほとんど即座に引き沈めた。もし船が完全に転覆、あるいはひっくり返ったならば、浮揚性の残骸は難破物の下に捉えられ、海域の遺体あるいは難破物の欠如の説明になるであろう。この説は、ケープタウン大学(University of Cape Town)のマロリー教授(Professor Mallory)の論文（1973年）によって信頼性が与えられ、高さ20メートルの波がリチャーズ・ベイ(Richards Bay)とアガラス岬(Cape Agulhas)に実際に発生することを示唆した。もしワラタが安定していて耐航能力があると仮定すれば、喜望峰の周囲のいくつかの船は、船倉を水浸しにする一発大波によってひどい損害を受けそして沈没寸前であったが、この説もまた有効である。世界中で、メラニー・シュルテ(Melanie Schulte)（大西洋で沈没したドイツの船）やダービーシャー(Derbyshire)（太平洋で沈没した英国のばら積み貨物船）のような船が突然分解し、極端な天候の中で数分間で沈没している。
中には、沈没ではなく、船は一発大波によって無能力にされ、舵を失い、陸と接触する手段もなく、南極大陸の方へ押し流され、そして公海で難破したかまたは浸水沈没したことを示唆する人もいる。しかしながら、難破物の不在の他は何の証拠もこの説を支持しない。

### 渦巻
失踪当時もその後も、幾人かの人々は、ワラタは、風や海流、および深海溝によって作られる渦巻に捉えられたことを示唆しているが、うちいくつかはアフリカ南西沿岸沖にあることは知られている。これであれば、難破物の欠如は説明がつくが、しかし、ほとんど即時に沈めるのに十分な強さがある渦巻が示唆通りに作られ得るという堅い証拠はない。

### 爆発
ハーロー（前述）の高級船員からの証拠を仮定すると、ワラタは石炭燃料庫の1つの突然の爆発によって破壊されたということが推測されている。炭塵は確かに自己燃焼することもあり、そして然るべき割合においては爆発性である。しかしながら、もしたった1つの燃料庫でも爆発すれば、誰も救命艇あるいはいかだを進水する暇もなく、難破物も遺さずワラタの大きさの船は即座に沈没しているはずである。

### 超自然的
いくつかの超自然的な説もまた、ワラタの失踪を説明するために提出された。クロード・ソーヤーはロンドンの調査に、自分は3回、ある男のヴィジョンを見たと報告したが、その男は「服を着て、長い刀剣を持っていた。彼は右手に刀剣を持っていたし、そしてそれは血にまみれていた。」と答えた。このヴィジョンは、彼がワラタでの船旅を続ける決心をしなかった理由の一つであった。

### メタン膨張
水上に浮かぶ能力が十分にある構造物が、大量のメタンガスの気泡によって密度が低くさせられた水の中にすぐに没するということが、全くあり得るということが、近年、海底メタン膨張に関係する事象によって示されている。メタンは、死んだ生き物の腐敗の生成物である。低温で高圧の海底では、メタンは水和させられた形に変わり、メタンが逃れることを蝋層が妨げ、それが累積するに任せる。海中の地質学的な出来事が蝋層を破壊することもあり、大量のガスが逃れるに任せ、表面まで気泡が上がる。ソヴィエト油井掘削装置は、これらのエピソードの1つののち海底下60フィート（約18.2メートル）まで完了したと判った。

## 余波
ワラタの失踪、ブルー・アンカー・ラインの調査と批判は、多くの逆宣伝となった。ラインのチケットの売上は急低下し、そしてワラタ（これは、当時の多くの船と同じく、実際の価額よりも低く保険をかけられていた）の建造にかかった巨大な財政的損失のために、会社は1910年にほかの諸船を主な競争者 P&O に売り、任意清算を表明することを余儀なくされた。

## 記念物
イングランド、デヴォン、バックランド・フィレー(Buckland Filleigh)のパリッシュ・チャーチには、パーシヴァル・ジョン・ブラウン大佐を記念する記念物がある。彼は、南オーストラリア、マウントガンビアの牧羊場から、ワラタでイングランドに帰る途中であった。彼の実家はバックランド・ハウス(Buckland House)であった。
ウェールズ、ケレディジョン、アベリストウィスの主な教会(main church)には、「1909年 海上で難破したワラタ 三等航海士 ジョン・パートン・モーガンの幸福な記憶に」("in happy memory of John Purton Morgan, 3rd Officer SS Waratah lost at sea 1909")という記念板がある。
イングランド、ウエスト・サセックス、ボグナー・レジス(Bognor Regis)、セント・ウィルフリド教区教会には、記念板がある。「教会の門はワラタにのって海上で水死したハリス・アーチボルド・ギブスを記念して与えられた」("The church gates were given in memory of Harris Archibald Gibbs who was drowned at sea in the SS Waratah")と記されている。
100周年記念板は、2009年7月27日、オーストラリア・ビクトリア州のクイーンズクリフ海事博物館(Queenscliffe Maritime Museum)で除幕された。
デヴォン、エクセター、ハイアー・セメタリー(Higher Cemetery)の記念物は、「1909年7月27日、ワラタで水死した」("drowned in SS Waratah 27th July 1909")トマス・ニューマン(Thomas Newman)を記念する。

## 読書案内
- "The Loss of the Waratah", The Times, 23 February 1911 p. 24
- Esther Addley, "Sea yields our Titanic's Resting Place", The Weekend Australian, 17 July 1999
- Sue Blane, "The Week in Quotes", Financial Times, 6 May 2004
- Alan Laing, "Shipwreck expert abandons hunt for Clyde liner", The Herald, 4 May 2004
- Tom Martin, "Almost a century after she vanished, scientists could now be on the verge of solving riddle of SS Waratah's last voyage", Sunday Express, 25 April 2004